# Neue Mainbrücke Ochsenfurt
Die Neue Mainbrücke Ochsenfurt ist eine Straßenbrücke in Unterfranken, die bei Flusskilometer 271,44 den Main überspannt und als Teil der Bundesstraße 13 Ochsenfurt mit dem Ortsteil Kleinochsenfurt verbindet. Die Brücke besitzt zwei Fahrstreifen sowie auf jeder Seite einen Geh- und Radweg. Die Brücke wurde zur Entlastung der Alten Ochsenfurter Mainbrücke errichtet und am 8. Juni 1954 eingeweiht. Ein Neubau wurde am 28. Mai 2019 dem Verkehr übergeben.

## Geschichte
Um den Schwer- und Durchgangsverkehr der Bundesstraße 13, die früher die Verbindungsachse zwischen Würzburg und München war, um Ochsenfurt zu leiten und die schmale Alte Mainbrücke als Engpass zu beseitigen, entstand zwischen 1951 und 1954 die Neue Mainbrücke in Ochsenfurt. Aufgrund problematischer Gründungsverhältnisse wurde eine im Vergleich zu Spannbeton leichte Stahlbrücke errichtet, die ohne Flusspfeiler den Main überspannt. Die einzelnen vorgefertigten Stahlsegmente wurden mit der Bahn oder per Schiff von Aschaffenburg nach Ochsenfurt transportiert und vor Ort, teilweise mit einem Schwimmkran, montiert. Am 8. Juni 1954 wurde das Bauwerk eingeweiht. Die Baumaßnahme kostete seinerzeit 3,1 Mio. DM, was heute in etwa 9,6 Mio. € entspräche.
Insbesondere Korrosionsschäden führten im Jahr 2001 zu einer ersten Verstärkung der Stahlkonstruktion des Brückenüberbaus. Im folgenden Jahr mussten große Flächen der Brückenunterseite zur Sicherung vor herabfallenden Betonteilen mit Netzen abgehängt werden. Außerdem wurden zusätzlich zur Sicherung der Gehwegkragarme gegen abirrende Kraftfahrzeuge beidseitig Stahlgleitwände über die gesamte Brückenlänge aufgestellt. Im Jahr 2004 wurde eine Tragfähigkeitsbeschränkung der Brücke durch weitere aufwändige Verstärkungsmaßnahmen an der Betonfahrbahnplatte und der Stahlkonstruktion abgewendet. Eine ausreichende Tragfähigkeit konnte nur noch bis zum Jahr 2008 bestimmt werden.
Nach Eröffnung der Goßmannsdorfer Mainbrücke Ende 2009 wurde die Neue Ochsenfurter Mainbrücke für Kraftfahrzeuge mit mehr als 3,5 Tonnen Gesamtgewicht gesperrt. Im Jahr 2010 befuhren 13.000 Fahrzeuge die Brücke. Da sich eine Instandsetzung des Überbaus als unwirtschaftlich herausstellte, folgte am 13. Dezember 2011 die Einleitung des Planfeststellungsverfahrens zur Erneuerung der Mainbrücke. Am 14. März 2016 wurde die Brücke gesperrt und in der Folge die alte Konstruktion einschließlich Pfeiler und Widerlager abgebrochen. Die Bauarbeiten für die neue Brücke begannen im Dezember 2016. Die Freigabe des Neubaus für den Verkehr war am 28. Mai 2019.

## Konstruktion der Brücke von 1954

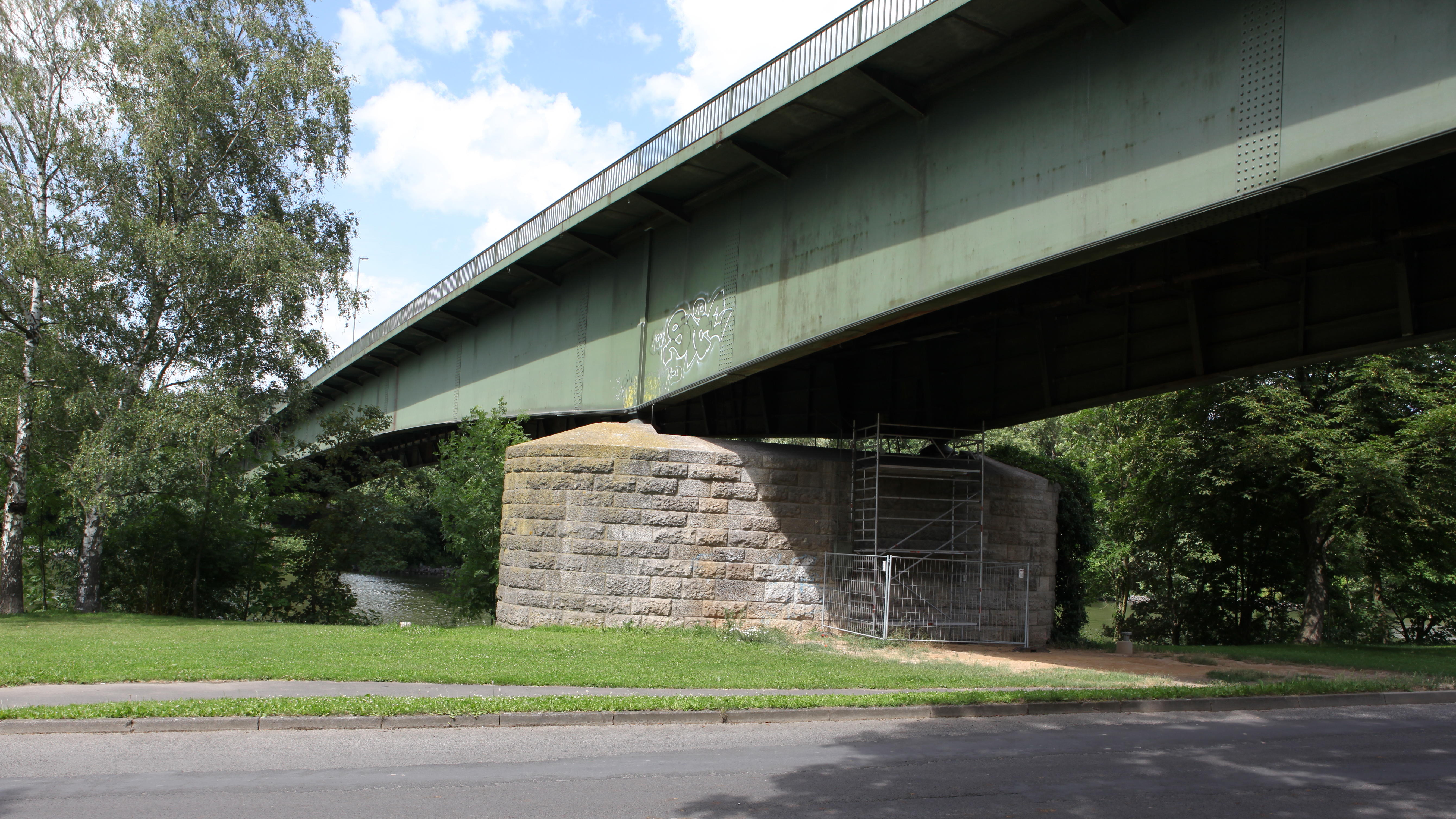
Westlicher, gevouteter Vollwandhauptträger

Der Brückenüberbau der 238 m langen Balkenbrücke war eine Stahlkonstruktion. Die Verbindungen der Stahlteile waren genietet. Das Bauwerkssystem bestand in Längsrichtung aus einem dreifeldrigen Durchlaufträger mit Stützweiten von 68 m in den beiden Randfeldern und 102,0 m im mittleren Hauptfeld. In Querrichtung hatte die Brücke einen zweistegigen Plattenbalken mit stählernen, gevouteten Vollwandhauptträgern und einer aufgelegten Stahlbetonfahrbahnplatte.

## Konstruktion der Brücke von 2019
Als Neubau entstand in gleicher Lage eine gevoutete, 239 m lange Spannbetonhohlkastenbrücke auf neuen Unterbauten. Das Bauwerk hat Stützweiten von 66,5 m und 68,50 m in den Randfeldern und 104,0 m im mittleren Hauptfeld. In Brückenmitte hat der Hohlkasten eine Höhe von 2,70 Metern, über den Pfeilern 5,20 Meter. Die 13 Meter breite Fahrbahnplatte hat zwei Fahrstreifen mit zusammen 7,50 Meter Breite,  östlich einen 3 Meter und westlich ein 2,5 Meter breiten Geh- und Radweg. Der Überbau wurde als Waagebalken im Freivorbau errichtet. Die Widerlager und Pfeiler sind auf rund zwölf Meter langen Bohrpfählen mit einem Durchmesser von 1,2 Metern gegründet.